# تريسي داوسون
تريسي داوسون (بالإنجليزية: Tracy Dawson)‏ (و. 1973  م) هي كاتبة سيناريو، وممثلة مسرحية، وممثلة أفلام كندية، ولدت في أوتاوا.

## وصلات خارجية
- تريسي داوسون على موقع IMDb (الإنجليزية)
- تريسي داوسون على موقع ألو سيني (الفرنسية)
- تريسي داوسون على موقع أول موفي (الإنجليزية)
- تريسي داوسون على موقع قاعدة بيانات الأفلام السويدية (السويدية)
- تريسي داوسون على موقع قاعدة بيانات الفيلم (الإنجليزية)
- تريسي داوسون على موقع كينوبويسك (الروسية)